# Liste der Monuments historiques im Schloss Martinet
Die Liste der Monuments historiques im Schloss Martinet führt die als Monument historique klassifizierten Objekte im Schloss Martinet in der französischen Stadt Carpentras auf.

## Liste der Objekte
| Bezeichnung | Beschreibung | Standort | Kennzeichnung | Schutzstatus | Datum | Bild |
| --- | --- | -------- | ------------- | ------------ | ----- | ---- |
| Klappsekretär | Louis-quinze, mit Marketerien verziert, dieses Möbelstück gehörte dem Marquis de Pont, französischer Gesandter bei Friedrich II. 1947 wurde es in das Schloss Ansouis überführt. |          | PM84000002    | Classé       | 1946  |      |
| Gemälde Porträt des Marquis und der Marquise des Isnards mit ihren Töchtern                                                                       | 18. Jh., von Joseph Siffred Duplessis |          | PM84000371    | Classé       | 1946  |      |
| Gemälde Porträt der Gräfin von La Noë | 18. Jh., von Joseph Siffred Duplessis |          | PM84000372    | Classé       | 1946  |      |
| Zwei Gemälde Porträt des Marquis und der Marquise de La Valette                                                                                   | Gemälde von Tiercelin |          | PM84000373    | Classé       | 1946  |      |
| Gemälde Porträt des ersten Dauphins, Herzog von Angoulême, Geschenk an Catherine des Isnards, Untergouvernante der königlichen Kinder Frankreichs | |          | PM84000374    | Classé       | 1946  |      |
| Portechaise | trägt das Wappen der Marquise de Giraud |          | PM84000375    | Classé       | 1946  |      |
| Portechaise | trägt das Wappen der Marquise d’Anselme |          | PM84000376    | Classé       | 1946  |      |